# Filetto (Italia)
Filetto è un comune italiano di 819 abitanti della provincia di Chieti in Abruzzo.

## Geografia fisica

### Idrografia
È attraversato dal torrente Venna, che nasce nei pressi di Guardiagrele, corre per 24 km e sfocia nel fiume Foro.

### Sismicità
Si trova in zona sismica 2 (zona con pericolosità sismica media dove possono verificarsi forti terremoti).

### Clima
- Zona climatica D
- Gradi giorno 1801[4]

## Origini del nome
Il nome del capoluogo potrebbe essere derivato dal termine Filacterion o Fulacterion, con il quale i bizantini indicavano le fortificazioni poste a sbarramento dei punti strategici di grande importanza, ne indica chiaramente l'origine nel tempo e i caratteri strutturali. A tale proposito si evidenzia come la denominazione di altre località e comuni italiani quali Filattiera ( Massa-Carrara) e Filettino ( Frosinone) abbia probabilmente la stessa origine Bizantina. Filetto è anche la denominazione di un borgo murato medievale in comune di Villafranca in Lunigiana, al confine con il Comune di Filattiera.

## Storia

### Il nome
Il centro è sempre dipeso dal castello di Orsogna della famiglia De Lecto, originaria dell'antica Anxanum (Lanciano), zona anche tratturale dei commerci della lana. La leggenda ruota attorno a un reperto medievale trovato da un contadino, con inciso "Filius Electus" della famiglia De Lecto, da cui probabilmente anche il nome attuale, uno dei figli di questa famiglia potrebbe aver fondato il primo nucleo abitativo. Nel 1283 la diocesi di Chieti segnala in un atto l'abbazia locale di Santa Maria di Viano, oggi Santa Maria del Soccorso. La leggenda vuole che la chiesa fosse stata costruita dai cavalieri Templari. Nel 1296 il feudo fu donato da Carlo d'Angiò a Bertrande Bens di Provenza. Successivamente vi si alternarono la dinastia aragonese e quella spagnola.

### Medioevo ed epoca moderna
Le origini di Filetto risalgono all'edificazione del borgo fortificato sopra un minuscolo abitato, di cui si conservano mura in opus reticulatum, presso Colle dei Saraceni. Nella campagna tra Filetto e Casacanditella inoltre un contadino ha rinvenuto un timbro con riprodotta una navicella, e l'iscrizione ROMA OMNIBUS FELICIOR, probabilmente si trattava della navicella di San Pietro, e alcuni ipotizzano potesse provenire da un'abbazia che sorgeva da quelle parti, ma si tratta solo di ipotesi. I monaci benedettini avrebbero fondato tre chiese nel luogo fortificato di Filetto, San Martino e Casacanditella; le leggende sulle origini dello stemma fanno ipotizzare che sia la mano del celebre Muzio Scevola.
I reperti archeologici più antichi rimandano a lastre tombali italiche, che testimoniano la presenza di abitazioni sul territorio. Nell'XI secolo alcuni documenti della diocesi di Chieti parlano di una chiesa benedettina detta "Santa Maria in Vianu", a cui il vescovo Tommaso di Monteodorisio concesse nel 1287 l'amministrazione dei Sacramenti. Non si sa tuttavia se fosse compresa nel territorio di Filetto. Nella metà del Trecento la popolazione fu sterminata da una pestilenza, rimasero solo 5 famiglie: i De Vincentis, i Di Scipio, i Di Tullio, e Micozzi. All'epoca il territorio era composto da Colle Saraceno, in riferimento alle invasioni del X secolo nel territorio abruzzese, dove venne costruito il castello, poi le contrade di San Rufino, Santa Giusta, San Lorenzo, Inforzi. Fuori Colle Saraceno venne edificata la chiesa di San Giacomo, distrutta durante la guerra, sopra cui sorge la nuova parrocchia di Santa Maria della Neve, la più grande di Filetto. Tra le contrade c'è località Viano, che ospita la chiesa della Madonna del Soccorso, del XIII secolo, e perfettamente conservata nello stile originario, edificata secondo alcuni dai Templari.

### Dall'Ottocento alla guerra e ad oggi
Da sempre nato come centro agricolo di case Pagliare, nel XIX secolo il centro si sviluppò alla maniera umbertina, avendo la parte più alta sopra il colle della chiesa di San Giacomo, scendendo in basso in maniera rettilinea fino al santuario della Madonna della Libera. Tra la fine del XIX secolo e l'inizio del XX secolo il borgo fu molto interessato dall'emigrazione verso Stati Uniti e Sudamerica.
Ancora oggi è riconoscibile il nucleo del centro storico, nonostante i bombardamenti del 1944, essendo zona della linea Gustav. 
Della seconda guerra mondiale si ricordano anche episodi molto crudeli, tornati alla memoria grazie a ricerche e pubblicazioni recenti. Poco noto è infatti l'eccidio di Filetto, avvenuto in località Piano Sale il 5 dicembre 1943.
Essendo stata molto danneggiata, la chiesa di San Giacomo negli anni '50 è stata abbattuta per la costruzione della nuova e più grande chiesa di Santa Maria ad Nives. Attualmente il centro è famoso per una festa estiva annuale dedicata al peperoncino.

### Simboli
Lo stemma e il gonfalone sono stati concessi con decreto del presidente della Repubblica del 13 maggio 1999.

### Stemma
Gonfalone

## Monumenti e luoghi d'interesse
Il nucleo storico si presenta in parte manomesso a causa dei danni della guerra. Il colle centrale è attraversato da via San Francesco e via Piave, al centro si trova piazza Santa Maria, dove si trovava l'antica chiesa, sorta dall'antica fortificazione della torre baronale. Il palazzo baronale ha ancora ben visibile il grande contrafforte posto tra via Roma e vicolo Occidentale, la cui sommità conteneva la cappella di San Ciro e Santa Maria, oggi l'area della piazza di sopra è occupata da una torretta dell'orologio in mattoni a vista, ed è accessibile da una scalinata che si innesta da un arco stretto del piano. Nel piazzale si conservano il Palazzo Frigerj, il Palazzo Migliorati, e una porta dell'antica cinta muraria che è accessibile da via Piave.
La parte tardo ottocentesca del nuovo centro si sviluppa in salita lungo via Roma, arrivando sino al Colle San Giacomo con la parrocchia di Santa Maria ad Nives.

### Luoghi
Il paese si mostra ai turisti accogliente e sereno, immerso nella natura. Da visitare sicuramente è il Belvedere che circonda l'antico nucleo cittadino e da cui si possono ammirare il massiccio della Maiella e uno scorcio di mare tra la fitta vegetazione.
Sul territorio sono presenti interessanti resti di mura di epoca romana, purtroppo non considerati e non valorizzati, oltre a significative aree di interesse archeologico.

### Chiese e monumenti

#### Monumento ai Caduti
In via Aldo Moro, incrocio con via E. Alessandrini, è presente un monumento dedicato a tutti i caduti di tutte le guerre. Consiste in una colonna di travertino, poggiante sul basamento geometrico trapezoidale, con una placca bronzea che recita i nomi dei caduti filettesi nella prima e seconda guerra mondiale.

#### Santuario della Madonna della Libera
Posta all'ingresso del paese, seguendo viale C. Battisti, risalirebbe al XIV secolo, quando era una piccola cappella. Nel 1799 venne dedicata alla Madonna della Libera poiché si attribuì alla Madonna l'arresto dei francesi che occupavano l'Abruzzo. I soldati arrivati alle porte del paese, si fermarono come vinti da una forza misteriosa, e indietreggiarono verso Orsogna. Nel 1860 l'eremita Vincenzo Libertini si faceva promotore della costruzione di una nuova chiesa, ossia il santuario attuale, elemosinando anche nei paesi vicini per ottenere le offerte. Danneggiato dalla guerra, anche se non in maniera irreparabile, il santuario è stato riaperto nel 1950, è considerato il terzo dei principali santuari della diocesi di Chieti, dopo quello della Madonna dei Miracoli a Casalbordino e il santuario della Madonna delle Grazie di Monteodorisio; la chiesa si presenta con impianto rettangolare sontuoso, seguendo il modello tardo barocco della facciata a terminazione con timpano triangolare, scandita lateralmente da due coppie di paraste, e decorata da un monumentale portale architravato con la cornice modanata, sovrastata da un grande rilievo con l'oculo in maioliche policrome, ritraenti in dipinto la Madonna della Libera, con iscrizione dedicatoria a frate Vincenzo Libertini. Ai lati si aprono altri due settori, che lasciano intendere che la chiesa sia a tre navate, si innalzano sino al piano mediano del settore centrale di facciata, con due grandi balaustre in pietra bianca, e due portali di ingresso. Il campanile laterale è una robusta torre cuspidata.
L'interno è a tre navate, vi si venera l'Immagine sacra antica della Madonna, racchiusa in una nicchia piena di ceri, presso l'abside semicircolare ci sono pitture e decorazioni in oro zecchino del 1970. Tutta quanta l'area interna è impreziosita da pitture geometriche tardo barocche, in stile lombardo, presenti anche nelle chiese della vicina Guardiagrele.

### Chiesa rurale di Santa Maria del Soccorso
La chiesa, costruita nel XII secolo nota come "Santa Maria in Viano", si trova in questa contrada nella periferia settentrionale di Filetto; fu ampliata nel XIV secolo, con un porticato gotico all'ingresso, decorato a sesto acuto. La costruzione ha il tipico aspetto di grancia francese del XIII secolo, con chiesa a capanna, essendo stata anche di proprietà cistercense, risplende tra le masserie per la pietra sbozzata color arancio quando è irradiata dal sole. Il piccolo campanile è a vela. La facciata è a capanna con portale a ogova e oculo centrale, l'impianto è rettangolare, l'abside semicircolare, l'interno a navata unica con soffitto a capriate.
Sulla chiesa aleggia una leggenda sui cavalieri Templari, che avrebbero visitato la chiesa durante il loro pellegrinaggio in Abruzzo. Tale leggenda sarebbe supportata da incisioni sulle mura che raffigurano simboli e immagini come il pesce, il pane e i sandali, elemento presente anche in altre chiese e abbazie abruzzesi della provincia di Pescara, prevalentemente, ma anche nell'abbazia di San Giovanni in Venere (una croce greca sull'abside esterno).

### Parrocchia di Santa Maria ad Nives
La chiesa sorge sul colle maggiore di Filetto, separata dal centro antico con la torre dell'orologio, in un luogo dove il bombardamento del 1944 distrusse la chiesa vecchia di San Giacomo con il convento, e anche la cappella della Madonna della Neve.
La struttura è stata costruita negli anni '50 in forme neoromaniche con mattoni a vista regolari, il campanile a torre, separato, risale al 1984, frutto di donazioni di emigranti filettesi, come ricorda una targa.
La chiesa benché sia molto semplice, in mattone a vista, conserva la semplicità dell'ordine delle chiese a pianta rettangolare, con aule interna e facciata con portale architravato. La facciata è decorata da un falso bugnato orizzontale, dal portale a tutto sesto con la lunetta abbellita dal dipinto della Madonna col Bambino su ceramiche maiolicate, mentre la cornice del portale è sovrastata al centro di facciata da un oculo per far entrare la luce, che entra anche dall'ordine di finestre laterali. L'interno a navata unica è molto semplice, e conserva statue lignee, e l'altare maggiore rialzato.
Il piazzale è stato riqualificato con una statua di Padre Pio da Pietrelcina.

### Altre chiese
Altre chiesette nel territorio di Filetto sono:
- Chiesa di San Rocco, lungo via di Chieti, è a pianta rettangolare con abside semicircolare e facciata dal carattere pseudo gotico, rifatta nei primi del Novecento sopra un'antica cappella.
- Chiesetta della Madonna del Rosario: è in località Incotte, seguendo via Castagna. Poco più che un'edicoletta votiva.

## Festività

### Festa di San Giacomo
È la festa patronale, nella quale, il 25 luglio, il santo patrono del paese (San Giacomo) viene festeggiato.

### Festa del peperoncino piccante
Si tratta della festa principale della città, che si svolge in degustazione del prodotto locale dal 20 al 23 agosto. La festa si rifà alla tradizione locale di coltivare questo prodotto in diverse varietà, coinvolge tutto il centro storico con stand gastronomici, spettacoli e concerti musicali.

### Festa della Madonna della Libera
È un'antica manifestazione religiosa, che si svolge il 21 novembre. La prima celebrazione avvenne nel 1799, quando presso il paese si arrestarono gli invasori francesi, preferendo ripiegare, e l'evento fu visto dai paesani come un intervento salvifico della Madonna. In occasione del centenario della cacciata dei francesi, presso il nuovo santuario da poco inaugurato vennero celebrati solenni festeggiamenti, così anche oggi, questa festa è tra le più sentite della comunità.

### Festa della Trebbiatura
La rievocazione della trebbiatura, tenuta in estate, prosegue in serata con piatti, balli e poesie tradizionali abruzzesi.

## Società

### Evoluzione demografica
Abitanti censiti

### Etnie e minoranze straniere
Al 1º gennaio 2018 la presenza straniera nel comune si attestava a 40 persone (4,4% della popolazione), di cui 19 maschi e 21 femmine.
La comunità straniera più numerosa è quella proveniente dalla Romania con il 32,5% di tutti gli stranieri presenti sul territorio.
Paesi di provenienza dei cittadini stranieri:
- Europa, 28 (14 maschi e 14 femmine)
  - Romania, 13 (6 maschi e 7 femmine)
  - Repubblica Moldova, 5 (2 maschi e 3 femmine)
  - Albania, 4 (2 maschi e 2 femmine)
  - Regno Unito, 4 (3 maschi e 1 femmina)
  - Germania, 2 (1 maschio e 1 femmina)
- Africa, 9 (3 maschi e 6 femmine)
  - Marocco, 8 (3 maschi e 5 femmine)
  - Kenya, 1 (0 maschi e 1 femmina)
- Asia, 3 (2 maschi e 1 femmina)
  - India, 2 (2 maschi e 0 femmine)
  - Thailandia, 1 (0 maschi e 1 femmina)[11]

### Lingue e dialetti
Il dialetto di Filetto fa parte del dialetto abruzzese di tipo Chietino orientale.

## Economia

### Agricoltura
L'economia si basa prevalentemente sull'attività agricola.

### Artigianato
Tra le attività economiche più tradizionali, diffuse e rinomate vi sono anche quelle artigianali, come la produzione di mobili rustici.

## Amministrazione
| Periodo        | Periodo        | Primo cittadino       | Partito                                                                      | Carica  | Note          |
| -------------- | -------------- | --------------------- | ---------------------------------------------------------------------------- | ------- | ------------- |
| 23 aprile 1995 | 13 giugno 2004 | Rocco Di Nanno        | Lista civica di Centro (1995-1999) Lista civica di Centro-destra (1999-2004) | Sindaco | [ 13 ] [ 14 ] |
| 14 giugno 2004 | 7 giugno 2009  | Nicolino D'Alessandro | Lista civica                                                                 | Sindaco | [ 15 ]        |
| 8 giugno 2009  | 25 maggio 2014 | Sandro Di Tullio      | Lista civica L'aurora filettese                                              | Sindaco | [ 16 ] [ 17 ] |
| 25 maggio 2014 | 26 maggio 2019 | Sandro Di Tullio      | Lista civica L'aurora filettese                                              | Sindaco | [ 18 ]        |
| 26 maggio 2019 | 9 giugno 2021  | Rocco Di Nanno        | Lista civica                                                                 | Sindaco | [ 18 ]        |
| 9 giugno 2021  | in carica      | Rocco Di Nanno        | Lista civica Il coraggio delle idee                                          | Sindaco | [ 18 ]        |

Fa parte del Movimento Patto dei Sindaci (dal 2009) e insieme ai comuni di Arielli, Canosa Sannita, Orsogna e Poggiofiorito ha fatto parte dell'Unione dei comuni della Marrucina fino al 31 dicembre 2012, quando l'ente associato è stato sciolto.